# Arisan Maru
„Arisan Maru” – japoński statek towarowy oddany do służby w 1944 roku, jedna z jednostek typu 2A.
24 października 1944 roku, zaledwie kilka miesięcy po wejściu do służby, „Arisan Maru” został zatopiony przez amerykański okręt podwodny na Morzu Południowochińskim. Przewoził wtedy około 1,8 tys. jeńców wojennych i internowanych cywilów, przede wszystkim Amerykanów, spośród których ocalało zaledwie dziewięciu.
„Arisan Maru” jest zaliczany do grona tzw. piekielnych statków. Pod względem liczby ofiar jego zatonięcie było największą katastrofą morską w historii Stanów Zjednoczonych.

## Dane techniczne
„Arisan Maru” był jednym ze statków towarowych typu 2A. Ich produkcję uruchomiono w 1943 roku, aby zniwelować dotkliwe straty, które japońska marynarka handlowa ponosiła na skutek działalności amerykańskich okrętów podwodnych.
Jednostki tego typu charakteryzowały następujące parametry: długość – 136,79 metrów, szerokość – 18,22 metrów, zanurzenie – 11,12 metrów. „Arisan Maru” miał pojemność 6 886 BRT. Posiadał trzy ładownie.
Podobnie jak inne jednostki typu 2A był wyposażony w jedną śrubę i trzy kotły. Napęd zapewniała turbina parowa o mocy 3500 SHP. Statek osiągał maksymalną prędkość 13 węzłów.

## Historia

### Budowa i przebieg służby
Statek został zbudowany w 1944 roku w stoczni w Tamano należącej do koncernu Mitsui. Nazwę nadano mu na cześć góry na Formozie.
Początkowo był używany do transportu węgla na wodach wokół Wysp Japońskich. Jesienią 1944 roku przewiózł blisko 6 tys. żołnierzy Armii Kwantuńskiej z Pusan w Korei na Okinawę. Następnie został skierowany na Filipiny.

### Zatonięcie

#### Przebieg
11 października 1944 roku przy nadbrzeżu nr 7 w porcie w Manili na „Arisan Maru” zaokrętowano około 1,8 tys. osób. W zdecydowanej większości byli to amerykańscy jeńcy wojenni różnych rang, reprezentujący wszystkie rodzaje sił zbrojnych. W grupie tej znalazło się ponadto około 100 internowanych cywilów różnych narodowości. Jeńcy i internowani zostali sprowadzeni do Manili z różnych obozów jenieckich na Filipinach, a przed zaokrętowaniem na „Arisan Maru” osadzono ich przejściowo więzieniu Bilibid. Niektórzy byli ocalałymi z bataańskiego marszu śmierci lub uczestnikami oblężenia Corregidoru. W źródłach można znaleźć rozbieżne szacunki na temat dokładnej liczby jeńców i internowanych, którzy znaleźli się na statku. Bywa ona szacowana na 1782, 1783, 1800 lub 1802 osoby.
Jeńców strzegła grupa strażników, którymi dowodził por. Kiyoshi Yamaji – w cywilu wykładowca języka angielskiego na Uniwersytecie Tokijskim. Według Gregory’ego F. Michno statek nie przewoził żadnego ładunku poza pasażerami. Z kolei John A. Glusman podaje, że w ładowni nr 3 znajdowały się sztaby niklu oraz skrzynie z częściami samolotowymi.
Jeńców podzielono na sześć grup, każda po około 300 osób. W czasie załadunku miał miejsce alarm lotniczy, stąd Japończycy pośpiesznie upchnęli wszystkich jeńców w górnej części ładowni nr 2, zdolnej w normalnych warunkach pomieścić nie więcej jak 200–300 osób. Jeszcze tego samego popołudnia „Arisan Maru” opuścił Manilę. W obawie przed spodziewanymi amerykańskimi atakami początkowo obrał kurs na południe, po czym na kilka dni zakotwiczył u wybrzeży Palawanu. W tym czasie jeńcy i internowani cierpieli na skutek ścisku, zaduchu i pragnienia. Panująca w ładowni temperatura sięgała prawdopodobnie 49 °C. Sytuację sanitarną pogarszał fakt, że niemal wszyscy więźniowie cierpieli na dyzenterię lub inne choroby układu pokarmowego. Amerykańscy lekarze starali się pomóc chorym i wyczerpanym, jednakże tylko raz załoga wydzieliła im niewielkie ilości lekarstw. Dopiero 13 października Japończycy zgodzili się przenieść 600 jeńców do ładowni nr 1. Była ona uprzednio wykorzystywana do transportu węgla, stąd nadal pokrywał ją węglowy miał. W tej fazie rejsu z powodu chorób zmarło czterech jeńców. Piątą ofiarą był mjr Robert B. Lothrop. Podczas postoju u wybrzeży Palawanu podjął próbę ucieczki, został jednak schwytany i zastrzelony przez strażników.
20 października „Arisan Maru” powrócił do Manili. Już następnego dnia wznowił jednak rejs w ramach konwoju MATA-30. Konwój ten, liczący dwanaście statków i pięć jednostek eskorty, zmierzał do portu Takao na Formozie. Aby dotrzeć do celu musiał jednak przedrzeć się przez Cieśninę Luzon, w której operowało w tym czasie dziewięć amerykańskich okrętów podwodnych. Dzięki złamaniu japońskich szyfrów amerykański wywiad był w stanie śledzić ruchy konwoju. Atak rozpoczął się późnym popołudniem 23 października. W ciągu 24 godzin okręty podwodne rozproszyły konwój, zatapiając osiem japońskich statków.
Dziewiątą ofiarą okazał się „Arisan Maru”. Trzy torpedy dosięgły go 24 października około godziny 17:30. Wśród badaczy nie ma pełnej zgody w kwestii, który amerykański okręt je wystrzelił. Clay Blair, John A. Glusman i Gregory Michno podają, iż był to USS „Shark”. Michael Sturma i Raymond Lamont-Brown przypisują zatopienie „Arisan Maru” okrętowi USS „Snook”, natomiast Van Waterford pozostawia tę kwestię nierozstrzygniętą.
Zaraz po storpedowaniu statku japońscy strażnicy zatrzasnęli włazy do ładowni nr 2 oraz przecięli drabiny, po których jeńcy z ładowni nr 1 mogli wyjść na pokład. Przy włazach rozstawiono straże. Jeńców, którzy pracowali na pokładzie, zmuszono do powrotu do ładowni. Po około 30 lub 60 minutach japońscy strażnicy i marynarze opuścili statek; dopiero wtedy więźniowie mogli zacząć się ratować. W ładowni nr 1 kilku jeńców zdołało wspiąć się na pokład, a następnie znaleźć i spuścić na dół linę, dzięki czemu udało się prowizorycznie naprawić przecięte przez Japończyków drabiny. Jeńcom udało się także otworzyć jeden z włazów do ładowni nr 2. Niektórzy mieli skorzystać z okazji do zemsty i zabić kilku Japończyków, którzy nie zdążyli uciec z tonącego statku. „Arisan Maru” utrzymywał się na powierzchni przez ponad dwie godziny, by zatonąć około 19:40. Niektórzy jeńcy wykorzystali ten fakt, aby przeszukać jego kabiny w poszukiwaniu wody i żywności. Wielu zdołało wyskoczyć za burtę. Wielu innych – nie umiejących pływać bądź będących w złym stanie fizycznym i psychicznym – pozostało jednak na pokładzie i zatonęło wraz ze statkiem.

#### Losy rozbitków i bilans ofiar
Japończycy nie pozwalali Amerykanom wchodzić na zajmowane przez siebie szalupy i tratwy ratunkowe. Okręty eskorty dość szybko podjęły z wody japońskich rozbitków, wszystkich Amerykanów pozostawiły jednak w morzu. Kilkudziesięciu jeńców zdołało dopłynąć do niszczycieli „Harukaze” i „Take”, jednakże japońscy marynarze brutalnie ich odepchnęli przy użyciu bosaków. W kolejnych dniach niemal wszyscy rozbitkowie utonęli lub zmarli na skutek głodu, pragnienia i wyczerpania.
Pięciu Amerykanów – Tony Cichy, Calvin Graef, Donald L. Meyer, Bob Overbeck, Avery E. Wilbur – zajęło opuszczoną przez Japończyków szalupę ratunkową. Dzięki szczątkom odnalezionym w morzu zdołali skonstruować prowizoryczny masz z żaglem. Pomyślne wiatry pozwoliły im przepłynąć blisko 300 mil morskich na zachód. Dotarłszy w pobliże wybrzeży Chin, napotkali chińską łódź rybacką, której załoga udzieliła im pomocy. Z pomocą miejscowej ludności i partyzantów pięciu rozbitków zdołało następnie przedostać się do prowincji Kuejczou, w której znajdowały się amerykańskie bazy lotnicze.
Dwóch jeńców – Philip Brodsky i Glenn Olivier – zdołało najpierw skonstruować prowizoryczne tratwy z pływających w morzu szczątków, a później znalazło prawdziwe tratwy ratunkowe – porzucone przez Japończyków. Razem przetrwali kilka dni na morzu, po czym zostali odnalezieni przez japoński okręt. Dwóch innych rozbitków – Martin Binder i Charles Hughes – także zostało po pewnym czasie odnalezionych i uratowanych przez japońskie jednostki. Wszystkich czterech zabrano na Formozę. Japończycy, którzy byli przekonani, że mają do czynienia z rozbitkami z amerykańskiego okrętu podwodnego, poddali ich brutalnym przesłuchaniom. Ostatecznie jeńców osadzono w różnych obozach jenieckich na Formozie. Hughes zmarł w styczniu 1945 roku. Pozostali trzej zdołali doczekać kapitulacji Japonii.
Wraz z „Arisan Maru” zginęło blisko 1,8 tys. jeńców i internowanych cywilów. Liczba zabitych Japończyków ograniczyła się do pięciu osób. Pod względem liczby ofiar była to największa katastrofa morska w historii USA. Na „Arisan Maru” zginęło przy tym dwa razy więcej amerykańskich żołnierzy niż podczas „marszu śmierci” z Bataan.
„Arisan Maru” zaliczany jest do grona japońskich „piekielnych statków” (ang. Hellships).